# A627(M)
A627(M) är en motorväg i Storbritannien. Motorvägen som är 5,6 kilometer lång binder ihop motorvägen M62 med Oldham och Rochdale.